# Federazione cestistica della Spagna
La Federación Española de Baloncesto (acrononimo FEB) è l'organismo di governo della pallacanestro in Spagna.
Si occupa della gestione dei campionati maschili e femminili, delle attività delle nazionali spagnole, oltre che dello svolgimento di alcune coppe.

## Competizioni principali
- Liga ACB, prima divisione maschile
- LEB, seconda divisione maschile
- Copa del Rey, coppa di Spagna maschile
- Supercoppa, trofeo maschile tra i campioni uscenti e i detentori della Copa del Rey
- LFB, prima divisione femminile
- Copa de la Reina, equivalente femminile della Copa del Rey